# Łagiewniki (Kruszwica)
Łagiewniki – część miasta Kruszwica w Polsce położonego w województwie kujawsko-pomorskim, w powiecie inowrocławskim, w gminie Kruszwica.
Przed 2021 r. wieś w gminie Kruszwica. Teren wsi włączono 1.01.2021 r. do miasta Kruszwica, przez co Łagiewniki stały się częścią miasta

## Podział administracyjny
W latach 1975–1998 miejscowość należała administracyjnie do województwa bydgoskiego.

## Demografia
Według Narodowego Spisu Powszechnego (III 2011 r.) wieś liczyła 229 mieszkańców. Była osiemnastą co do wielkości miejscowością gminy Kruszwica.

## Rolnictwo
W miejscowości działało Państwowe Gospodarstwo Rolne Łagiewniki.

## Nazwa
Nazwa miejscowości pochodzi od nazwy wczesnośredniowiecznego zawodu łagiewnika polegającego na wyrabianiu drewnianych lub glinianych naczyń.

## Historia
Od pierwszej ćwierci XIX wieku (prawdopodobnie od roku 1813), wieś była własnością niemieckiego rodu ziemiańskiego Von Wilamowitz-Moellendorff. Ród był także właścicielem innych dóbr na Kujawach, obejmujących m.in.: Markowice, Bożejewice, Wymysłowice, Kobylniki i Rożniaty.